# Ghani Alani
Ghani Alani, né à Bagdad (Irak) en 1937, est un poète et calligraphe, héritier de l’école de calligraphie de Bagdad, et est l’un des grands maîtres de la calligraphie contemporaine. Vivant en France, cet artiste irakien de réputation internationale a vu ses œuvres exposées dans toutes les grandes capitales du monde. Il a enseigné son art à la faculté de Lettres d’Aix-en-Provence puis à l’Institut national des langues et civilisations orientales (INALCO) à Paris. Il a été lauréat du prix Unesco-Sharjah 2009 pour la Culture arabe.
Ghani Alani  perpétue une glorieuse tradition et il est le symbole de l’art de la calligraphie arabo-musulmane qui est la plus haute expression de la connaissance, celle qui réunit dans l'unité les diverses facettes des savoirs. Selon lui la calligraphie arabe « est un art vivant, ouvert sur le présent, combinant la tradition et la modernité ».

## Ouvrages
- Calligraphie arabe : Initiation, éd. Fleurus, 2001
- L'Ecriture de l'écriture : Traité de calligraphie arabo-musulmane, éd. Dervy, 2002
- Une geste des signes, éd. Fata Morgana, 2002
- Diwan des lettres amoureuses, éd. L'Archange Minotaure, 2007
- La sève et les mots, poèmes de Salah Al Hamdani, éd. Voix d'encre, 2018